# Château de Campbon
Le château de Campbon est un château situé à Campbon, en France.

## Localisation
Le château est situé sur la commune de Campbon, dans le département de la Loire-Atlantique.

## Historique
Au XIe siècle, le château de Campbon est le siège d'une châtellenie du même nom. Il a été édifié aux XIe et XIIIe siècles. Un moellon portant la date 1008 (MVIII) a été découvert au pied de la tour en creusant un fossé. (info)
Au xive siècle, le château devient un arrière-fief de la famille de Clisson, avant de passer aux Rohan. Il appartient ensuite à Arthur de Montauban puis aux barons de Pontchâteau. En 1565, la châtellenie est acquise par René du Cambout, seigneur de Coislin.
Le château est déjà ruiné en 1681.
Le monument est inscrit au titre des monuments historiques en 1934.

## Description
Les vestiges du château sont constitués d’une dizaine de mètres de remparts et d‘une tour circulaire appelée Tour d'Enfer. Celle-ci avait encore deux niveaux en 1850. On entre dans le seul niveau subsistant depuis le talus. La baie médiévale a conservé son arcature et son coussiège.